# Косидо по-мадридски

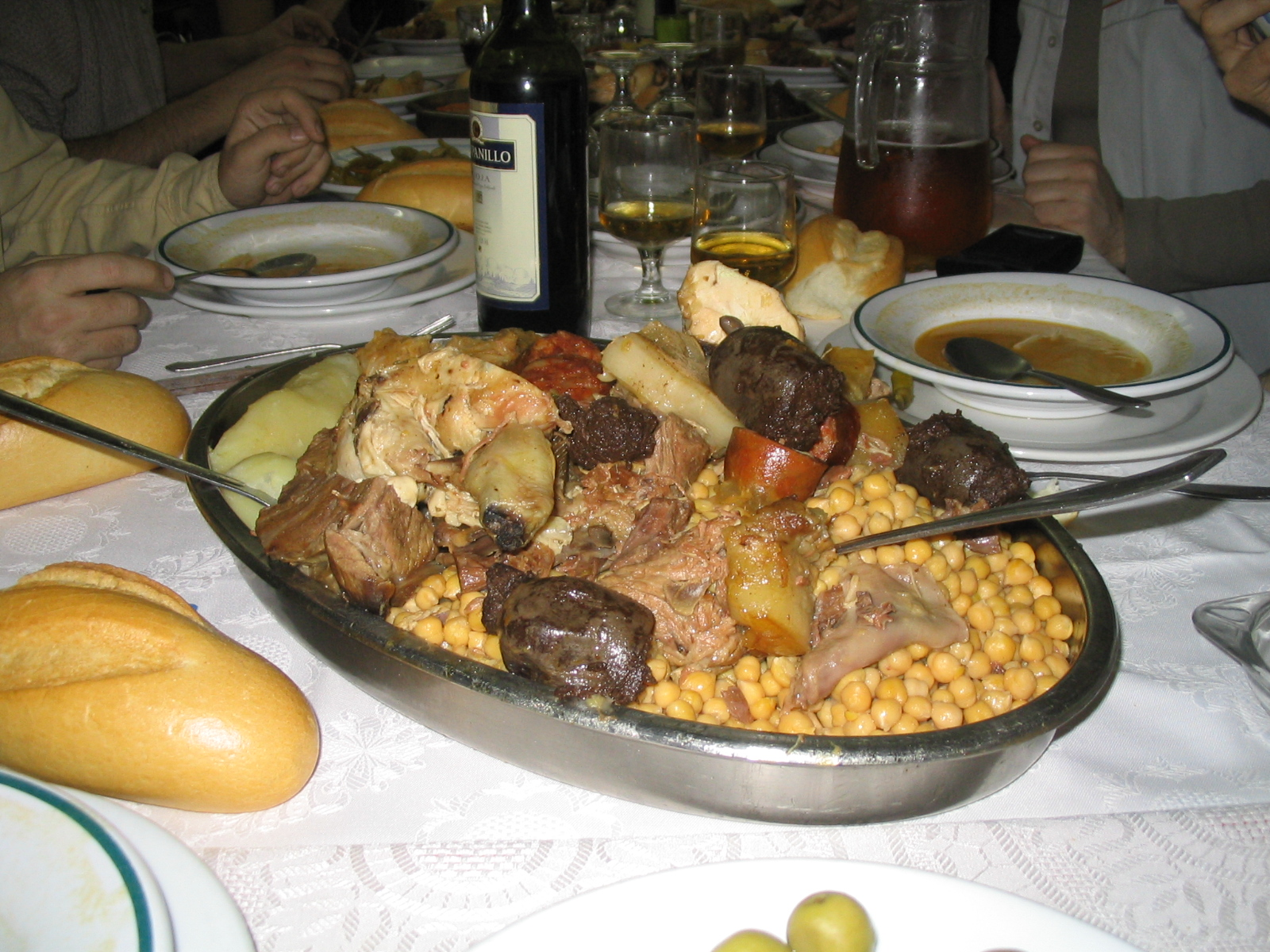
Косидо по-мадридски

Косидо по-мадридски, коси́до мадриле́ньо (исп. cocido madrileño) — типичное блюдо мадридской кухни, косидо в классическом варианте. Представляет собой густой и сытный суп-рагу из свинины, говядины, мяса птицы, колбасных изделий с овощами и нутом. Как и все косидо, выступает полноценным обедом и в испанской гастрономической культуре традиционно потребляется «в три приёма»: сначала «суп» — жидкая основа косидо, гарнированная вермишелью, затем «нут» с овощами под томатным соусом и в заключительный приём мясо с салом, чорисо, морсильей и хамоном. Эти этапы в подаче на стол косидо называются по-испански «перевёртываниями», поскольку для того, чтобы наполнить блюдо, требуется опрокинуть горшок. Косидо по-мадридски содержит все необходимые в питании элементы и поэтому рекомендуется испанскими медиками как полезное для здоровья блюдо. Некогда народное воскресное и праздничное блюдо, косидо по-мадридски преодолело классовые предрассудки и присутствует в меню фешенебельных мадридских ресторанов — «Ларди» и отеля «Риц».
Одно из первых письменных упоминаний косидо по-мадридски содержится в документах о расходах испанского королевского двора 1805 года: на бульоне от косидо по-мадридски готовили рисовый суп для королевы Марии Луизы Пармской. До гражданской войны косидо по-мадридски наряду с требухой по-мадридски было самым любимым блюдом мадридцев, но затем стало терять свои позиции по нескольким причинам. Испанский гастрокритик Нестор Лухан утверждал, что для регулярного приготовления блюда подорожали его многочисленные ингредиенты, изменилось представление о здоровом образе жизни, а испанские хозяйки стали больше ценить время. Трёхэтапный процесс поедания косидо по-мадридски в ресторане «Ларди» описывается в романе «Регентша» 1884 года Леопольдо Аласа, в качестве закуски перед косидо там подают костный мозг на обжаренном хлебе. В издании 1986 года «Бревиарий косидо» Х. Эстебана приводится четверостишие о трёх вещах, что наполняют сердце любовью: Лола Флорес, хамон и косидо по-мадридски. Косидо по-мадридски посвящена популярная в 1950-х годах песня в исполнении Маноло Эскобара, в которой говорится, что лирического героя песни лишает сна «косидочко по-мадридски», потому что его вместе с солью приправляет своим обаянием влюблённая женщина.